# فرانسوا کومب
 فرانسوا کومب (انگلیسی: Françoise Combes؛ زاده ۱۲ اوت ۱۹۵۲) یک اخترفیزیکدان اهل فرانسه است.